# 馬休氏魮
馬休氏魮（学名：Barbus musumbi）為輻鰭魚綱鯉形目鯉科的其中一個種。該物種於1910年由乔治·亚伯特·布兰洁描述，主要分布於非洲安哥拉Kilunda湖及Bengo河流域，體長可達5.3公分，可做為觀賞魚。

## 扩展阅读
維基物種上的相關：馬休氏魮